# تاكسي إلى طبرق
تاكسي إلى طبرق (بالفرنسية: Un Taxi pour Tobrouk)‏ هو فيلم حربي أنتج عام 1961 من إخراج دينيس دي لا باتيلير.

## ملخص
تدور أحداث الفيلم خلال الحرب العالمية الثانية في صحراء شمال إفريقيا في معركة العلمين.

## ممثلون
- شارل أزنافور
- لينو فنتورا
- هاردي كروغر
- موريس بيرود
- خيرمان كوبوس
- كارلوس ميندي

## إنتاج
الفيلم إنتاج دولي مشترك بين فرنسا وإسبانيا وألمانيا الغربية، وصُور في المرية بإسبانيا.

## وصلات خارجية
- تاكسي إلى طبرق علي موقع IMDb